# 제31회 골든 글로브상
제31회 골든 글로브상은 1973년 상영된 영화 중 가장 뛰어난 영화를 수상하기 위해 1974년 1월에 열린 시상식이다. 미국,캘리포니아/비버리 힐튼 호텔에서 개최되었다.

## 수상 및 후보

### 세실 B. 데밀 상
- 베티 데이비스 수상

### 작품상-드라마
- 엑소시스트 - 윌리엄 프리드킨 수상
- 신데렐라 리버티 - 마크 라이델
- 자칼의 날 - 프레드 진네만
- 호랑이를 구하라 - 존 G. 아빌드센
- 형사 서피코 - 시드니 루멧
- 파리에서의 마지막 탱고 - 베르나르도 베르톨루치

### 여우주연상-드라마
- 신데렐라 리버티 - 마샤 메이슨 수상
- 애쉬 웬즈데이 - 엘리자베스 테일러
- 엑소시스트 - 엘렌 버스틴
- 여름날의 소망 - 조앤 우드워드
- 추억 - 바브라 스트라이샌드

### 남우주연상-드라마
- 형사 서피코 - 알 파치노 수상
- 일렉트라 글라이드 인 블루 - 로버트 블레이크
- 마지막 지령 - 잭 니콜슨
- 빠삐용 - 스티브 맥퀸
- 호랑이를 구하라 - 잭 레먼

### 작품상-뮤지컬코미디
- 청춘 낙서 - 조지 루카스 수상
- 지저스 크라이스트 슈퍼스타 - 노만 주이슨
- 페이퍼 문 - 피터 보그다노비치
- 톰 소여의 모험 - 돈 테일러
- 주말의 사랑 - 멜빈 프랭크

### 여우주연상-뮤지컬코미디
- 주말의 사랑 - 글렌다 잭슨 수상
- 40 캐럿 - 리브 울만
- 찰리와 천사 - 클로리스 리치먼
- 지저스 크라이스트 슈퍼스타 - 이본느 엘리먼
- 페이퍼 문 - 테이텀 오닐

### 남우주연상-뮤지컬코미디
- 주말의 사랑 - 조지 시걸 수상
- 청춘 낙서 - 리차드 드레이퓨즈
- 지저스 크라이스트 슈퍼스타 - 칼 앤더슨
- 지저스 크라이스트 슈퍼스타 - 테드 닐리
- 페이퍼 문 - 라이언 오닐

### 여우조연상
- 엑소시스트 - 린다 블레어 수상
- 미량 천칭 - 케이트 레이드
- 사랑의 묵시록 - 발렌티나 코르테스
- 페이퍼 문 - 매들린 칸
- 여름날의 소망 - 실비아 시드니

### 남우조연상
- 하버드 대학의 공부벌레들 - 존 호스맨 수상
- 엑소시스트 - 막스 폰 시도우
- 마지막 지령 - 랜디 퀘이드
- 호랑이를 구하라 - 잭 길포드
- 여름날의 소망 - 마틴 발삼

### 외국어 영화상
- 고독한 보행자 - 맥시밀리안 쉘 수상
- 바람둥이 알프레도 - 피에트로 제르미
- 카자블란 - 메나헴 골란
- 사랑의 묵시록 - 프랑수아 트뤼포
- 계엄령 - 코스타 가브라스

### 감독상
- 엑소시스트 - 윌리엄 프리드킨 수상
- 청춘 낙서 - 조지 루카스
- 자칼의 날 - 프레드 진네만
- 페이퍼 문 - 피터 보그다노비치
- 파리에서의 마지막 탱고 - 베르나르도 베르톨루치

### 각본상
- 엑소시스트 - 윌리엄 피터 블래티 수상
- 신데렐라 리버티 - 대릴 포닉선
- 자칼의 날 - 케네스 로스
- 스팅 - 데이빗 S. 워드
- 주말의 사랑 - 멜빈 프랭크 외

### 음악상
- 갈매기의 꿈 - 닐 다이아몬드 수상
- 브리지 - 미셀 르그랑
- 신데렐라 리버티 - 존 윌리엄스
- 돌고래 알파 - Georges Delerue
- 톰 소여의 모험 - 존 윌리엄스 외

### 주제가상
- 추억 - 마빈 햄리시 수상
- 브리지 - 미셀 르그랑
- 갈매기의 꿈 - 닐 다이아몬드
- 카자블란 - 도브 셀저 외
- 오클라호마 유전 - Henry Mancini 외
- 주말의 사랑 - 조지 배리

### 미스 골든 글로브
- Linda Meiklejohn 수상